# Lago Secco e Agro Nero
Lago Secco e Agro Nero este o arie protejată (arie specială de conservare — SAC, sit de importanță comunitară — SCI) din Italia întinsă pe o suprafață de 135 ha, integral pe uscat.

## Localizare
Centrul sitului Lago Secco e Agro Nero este situat la coordonatele 42°42′24″N 13°19′17″E / 42.706667°N 13.321389°E.

## Înființare
Situl Lago Secco e Agro Nero a fost declarat sit de importanță comunitară în iunie 1995 pentru a proteja 2 specii de animale. Situl a fost protejat și ca arie specială de conservare în august 2017.

## Biodiversitate
Situată în ecoregiunea alpină, aria protejată conține 8 habitate naturale: Fânețe montane, Lande oro-mediteraneene cu formațiuni endemice de grozamă, Formațiuni ierboase bogate în specii de Nardus, dezvoltate pe substraturi silicioase în zone montane (și în zone submontane, în Europa continentală), Tufărișuri subarctice cu Salix spp., Mlaștini alcaline, Păduri de fag din Apenini cu Taxus și Ilex, Mlaștini turboase de tranziție și turbării mișcătoare, Pajiști uscate seminaturale și facies de acoperire cu tufișuri pe substraturi calcaroase (Festuco-Brometalia) (* situri importante pentru orhidee).
La baza desemnării sitului se află mai multe specii protejate:
- amfibieni (1): Triturus carnifex
- mamifere (1): lupul (Canis lupus)

Pe lângă speciile protejate, pe teritoriul sitului au mai fost identificate 5 specii de plante, 3 specii de amfibieni.